# Füzesy László Miklós
Füzesy László Miklós (Szeged, 1928. november 4. – Regina, Kanada, 1987. november 6.) magyar geológus.

## Életpályája
1953-ban diplomázott az ELTE-n; geológus lett. Szakdolgozata a Budai-hegység rétegtani viszonyaival foglalkozott. 1953-ban a Miskolci Egyetem földtani tanszékén tanársegéd volt. 1954-ben a Komlói Szénbányászati Trösztnél és a Nehézipari Minisztérium Szénbányászati Főosztályán dolgozott. 1956 végén külföldre távozott és a kanadai Reginában telepedett le. 1957-ben a Depertment of Mineral Resources-nél helyezkedett el. 1967–1969 között ösztöndíjas a cambridge-i Churchill College-ben, majd visszatérve Kanadába a Research Section Sedimentary Geology Division geológusa volt. 1971-től a saskatchewani Földtani Társulat elnöke volt. 1981-től a Geology and Mines Division munkatársa volt. 1987-ben nyugdíjba vonult.
Munkásságának legnagyobb része Saskatchewan déli és délkeleti területének kutatásához köthető. Több művében is elemezte a Mississippian képződmények korrelációját, a kambriumi és a devon rétegek kifejlődését, valamint az olaj- és a gázelőfordulási lehetőségét.

## Művei
- Problem in the correlation of Mississippian strata in southeastern Saskatchewan (Geological Record, American Association of Petroleum Geologists, Rocky Mountain Section, 1960)
- Future oil seen for (rare Williston pay… (Oil and Gas Journal, 1975)
- Geology of the Deadwood (Cambrian), Meadow Lake and Winnipegosis (Devonian) Formations in west-central Saskatchewan